# Len Sutton
Len Sutton (ur. 9 sierpnia 1925 w Aims, zm. 4 grudnia 2006 w Portland) – amerykański kierowca wyścigowy.

## Kariera
W swojej karierze Sutton startował jedynie w Stanach Zjednoczonych w AAA National Championship, USAC National Championship, NASCAR Grand National oraz Daytona 500. W mistrzostwach AAA nie zdobywał punktów. W USAC National Championship w 1958 roku odniósł jedno zwycięstwo. Uzbierane 670 punktów dało mu jedenaste miejsce w końcowej klasyfikacji kierowców. Rok później był dziewiąty, a w 1960 - ósmy. W sezonach 1961-1962 nie wygrywał wyścigów, jednak zdobywał więcej punktów. Został sklasyfikowany odpowiednio na ósmej i siódmej pozycji. W latach 1958-1961, 1964-1965 Amerykanin startował w słynnym wyścigu Indianapolis 500, zaliczanym w latach 1950-1960 do klasyfikacji Formuły 1. Jednak nigdy nie zdobywał punktów.

## Starty w Formule 1

### Tablica wyników
| Legenda oznaczeń w tabelach wyników Wyświetl szablon na nowej stronie | Legenda oznaczeń w tabelach wyników Wyświetl szablon na nowej stronie                                                                     |
| Oznaczenie                                                            | Wyjaśnienie |
| --------------------------------------------------------------------- | --- |
| Złoty                                                                 | Zwycięzca lub mistrzostwo |
| Srebrny                                                               | 2. miejsce lub wicemistrzostwo |
| Brązowy                                                               | 3. miejsce lub II wicemistrzostwo |
| Zielony                                                               | Ukończył, punktował (w klasyfikacji generalnej, gdy zdobył co najmniej jeden punkt na przestrzeni sezonu, poza trzema powyższymi opcjami) |
| Niebieski                                                             | Ukończył, nie punktował (w klasyfikacji generalnej, gdy nie zdobył co najmniej jednego punktu na przestrzeni sezonu)                      |
| Czerwony                                                              | Nie zakwalifikował się (NZ) |
| Czerwony                                                              | Nie prekwalifikował się (NPK) |
| Różowy                                                                | Nie ukończył (NU) |
| Różowy                                                                | Niesklasyfikowany (NS) (w klasyfikacji generalnej, gdy nie został sklasyfikowany w żadnym wyścigu sezonu)                                 |
| Czarny                                                                | Zdyskwalifikowany (DK) |
| Czarny                                                                | Wykluczony (WYK/EX) |
| Biały                                                                 | Nie wystartował (NW) |
| Biały                                                                 | Kontuzjowany (K/INJ) |
| Biały                                                                 | Wyścig odwołany (OD/C) |
| Bez koloru                                                            | Został wycofany (WYC/WD) |
| Bez koloru                                                            | Nie przybył (NP/DNA) |
| Bez koloru                                                            | Nie brał udziału w treningach (NT/DNP) |
| Bez koloru                                                            | Nie został zgłoszony (–) |
| Pogrubienie                                                           | Start z pole position |
| Kursywa                                                               | Najszybsze okrążenie wyścigu |
| †                                                                     | Nie ukończył, ale jego rezultat został zaliczony ze względu na przejechanie więcej niż 90% dystansu wyścigu.                              |
| *                                                                     | Sezon w trakcie |
| 1/2/3                                                                 | Punktowana pozycja w sprincie kwalifikacyjnym                                                                                             |
| Lista systemów punktacji Formuły 1                                    | |

| Rok  | Zespół       | Silnik      | Wyniki w poszczególnych eliminacjach | Wyniki w poszczególnych eliminacjach | Wyniki w poszczególnych eliminacjach | Wyniki w poszczególnych eliminacjach | Wyniki w poszczególnych eliminacjach | Wyniki w poszczególnych eliminacjach | Wyniki w poszczególnych eliminacjach | Wyniki w poszczególnych eliminacjach | Wyniki w poszczególnych eliminacjach | Wyniki w poszczególnych eliminacjach | Wyniki w poszczególnych eliminacjach | Punkty | Pozycja |
| ---- | ------------ | ----------- | ------------------------------------ | ------------------------------------ | ------------------------------------ | ------------------------------------ | ------------------------------------ | ------------------------------------ | ------------------------------------ | ------------------------------------ | ------------------------------------ | ------------------------------------ | ------------------------------------ | ------ | ------- |
| 1958 | Kurtis Kraft | Offenhauser | ARG                                  | MON                                  | NLD                                  | 500                                  | BEL                                  | FRA                                  | GBR                                  | DEU                                  | POR                                  | ITA                                  | MAR                                  | -      | NS      |
| 1958 | Kurtis Kraft | Offenhauser | NU                                   |                                      |                                      |                                      |                                      |                                      |                                      |                                      |                                      |                                      |                                      | -      | NS      |
| 1959 | Lesovsky     | Offenhauser | MON                                  | 500                                  | NLD                                  | FRA                                  | GBR                                  | DEU                                  | PRT                                  | ITA                                  | USA                                  |                                      |                                      | -      | NS      |
| 1959 | Lesovsky     | Offenhauser | NU                                   |                                      |                                      |                                      |                                      |                                      |                                      |                                      |                                      |                                      |                                      | -      | NS      |
| 1960 | A.J. Watson  | Offenhauser | ARG                                  | MON                                  | 500                                  | NLD                                  | BEL                                  | FRA                                  | GBR                                  | PRT                                  | ITA                                  | USA                                  |                                      | -      | NS      |
| 1960 | A.J. Watson  | Offenhauser | NU                                   |                                      |                                      |                                      |                                      |                                      |                                      |                                      |                                      |                                      |                                      | -      | NS      |

### Podsumowanie startów
| Ważne wyścigi     | Ważne wyścigi              |
| ----------------- | -------------------------- |
| Debiut            | Indianapolis 500 1958 (#1) |
| Ostatni           | Indianapolis 500 1960 (#3) |
| Najwyższe pozycje |                            |